# دجاج آيسلندي
الدجاج الآيسلندي (بالآيسلندية: íslenska hænan)‏ هي سلالة من الدجاج تعيش في آيسلندا فقط، وهي نادرة جدًا خارج موطنها الأصلي وكانت موجودة في آيسلندا منذ وصول الفايكنغ أليها في القرن التاسع، وتتميز بشكلها الضخم والوانها أيضًا.